# 名古屋都市センターまちづくりライブラリー
名古屋都市センターまちづくりライブラリー（Nagoya Urban Institute Library）は、愛知県名古屋市にある専門図書館。1992年4月1日に開設され、1999年3月26日から中区金山町の金山南ビル12階にある。事業主体は名古屋市の外郭団体である公益財団法人名古屋まちづくり公社名古屋都市センター。
蔵書数は一般図書約32,000冊、調査報告書・行政資料約21,000冊、定期刊行物19,000冊、計約72,000冊である。

## 歴史

### 名古屋都市センター

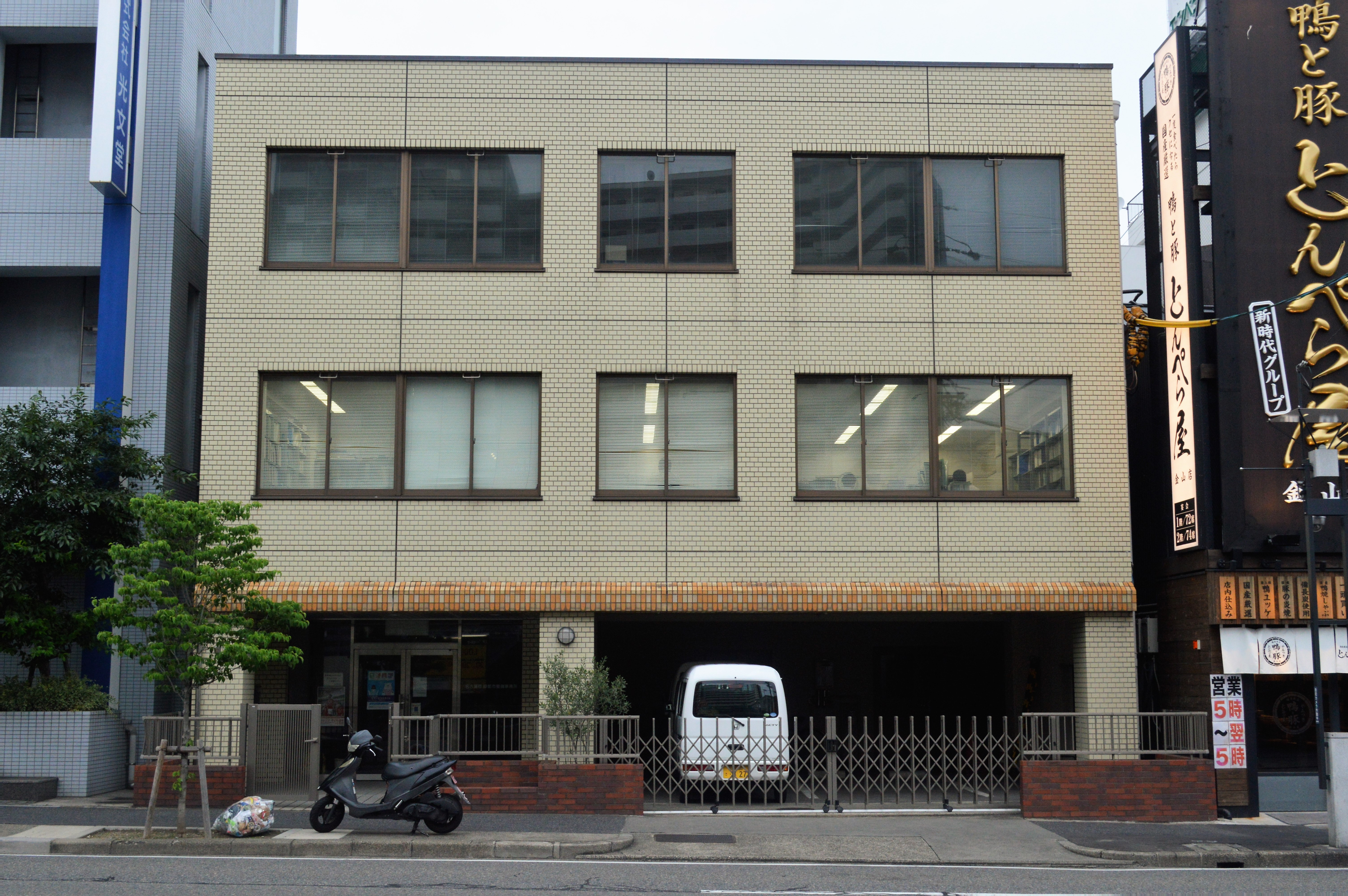
1999年まで名古屋都市センターとまちづくりライブラリーがあった建物

太平洋戦争中の空襲によって中心市街地の大半を焼失した名古屋市は、戦災復興による土地区画整理事業を中心としたまちづくりを行ってきた。この復興土地区画整理事業が収束を迎えたことを記念して、1991年（平成3年）7月15日に財団法人名古屋都市センターが設立された。金山総合駅北口から約1km、名古屋市中区金山2丁目15-16にある3階建ビルの2階に名古屋都市センターの事務所があったが、8年後の1999年に金山南ビルに移転することは既に決定していた。
名古屋都市センターは名古屋市のまちづくりを考える新たな拠点であり、名古屋市から100%の出捐を受けている。「まちづくりに関する調査と研究」「まちづくりに関する情報の収集と提供」「まちづくりに関する人材の育成と交流」の3点を事業の柱としており、情報の収集と提供の一環として図書室の開設が構想された。名古屋市のまちづくりの歴史を知るための資料の保存や、まちづくりの推進のための情報の収集や提供を行うことを目的とし、まちづくりを勉強する学生、学識者、まちづくりの専門家、行政関係者、まちづくりに関心のある市民を対象として準備が進められた。

### 開館後(1992-1999)
| まちづくりライブラリーの蔵書数 | まちづくりライブラリーの蔵書数 | まちづくりライブラリーの蔵書数 | まちづくりライブラリーの蔵書数 | まちづくりライブラリーの蔵書数 |
| ------------------------------ | ------------------------------ | ------------------------------ | ------------------------------ | ------------------------------ |
| 年                             |                                |                                |                                | 冊                             |
| 1992                           | 1992                           |                                | 7,139                          | 7,139                          |
| 1993                           | 1993                           |                                | 10,807                         | 10,807                         |
| 1994                           | 1994                           |                                | 13,140                         | 13,140                         |
| 1995                           | 1995                           |                                | 15,640                         | 15,640                         |
| 1996                           | 1996                           |                                | 18,440                         | 18,440                         |
| 1997                           | 1997                           |                                | 20,909                         | 20,909                         |
| 1998                           | 1998                           |                                | 23,541                         | 23,541                         |
| 1999                           | 1999                           |                                | 26,017                         | 26,017                         |

| まちづくりライブラリーの貸出数 | まちづくりライブラリーの貸出数 | まちづくりライブラリーの貸出数 | まちづくりライブラリーの貸出数 | まちづくりライブラリーの貸出数 |
| ------------------------------ | ------------------------------ | ------------------------------ | ------------------------------ | ------------------------------ |
| 年                             |                                |                                |                                | 冊                             |
| 1992                           | 1992                           |                                | -                              | -                              |
| 1993                           | 1993                           |                                | 841                            | 841                            |
| 1994                           | 1994                           |                                | 636                            | 636                            |
| 1995                           | 1995                           |                                | 718                            | 718                            |
| 1996                           | 1996                           |                                | 745                            | 745                            |
| 1997                           | 1997                           |                                | 610                            | 610                            |
| 1998                           | 1998                           |                                | 726                            | 726                            |
| 1999                           | 1999                           |                                | 15,702                         | 15,702                         |

名古屋都市センター事務所の隣にある約90m2の部屋が図書館にあてがわれ、名古屋都市センター自体の設立から1年後の1992年（平成4年）4月1日、まちづくりライブラリーが開館した。館外貸出は4月1日に開始されたが、館内閲覧は3月中から行われていた。
開館当初の開館日は月曜日から金曜日であり、開館時間は9時30分から16時30分だった。館外貸出は1人3冊までであり、貸出期間は2週間だった。開館時の蔵書数は7,139点であり、内訳は和書が3,233点、研究機関等が1,246点、行政資料が2,660点、雑誌タイトル数は40誌だった。全国の都市に寄贈依頼をした戦災復興関係資料が約200点、名古屋市の計画局から引き継がれた田淵文庫が約30冊、大学教員からの寄贈書が約1,800点、名古屋市の行政局別の資料が約1,500点、国や他都市の資料が約700点であり、新規に購入した図書が約2,500冊である。
開館年には全国の図書館・資料室・情報管理室部門などで構成される専門図書館協議会に加盟して交流や連携を進めている。開館翌年の1993年には841人の利用者があり、428冊が館外貸出された。移転前年の1998年には726人の利用者があり、1,067冊が館外貸出された。1997年5月の調査によると、利用者の職種別内訳は学生が26.6%、会社員が25.3%、名古屋市職員が20.5%、その他公務員が6.3%などだった。

### 金山南ビル時代(1999-)

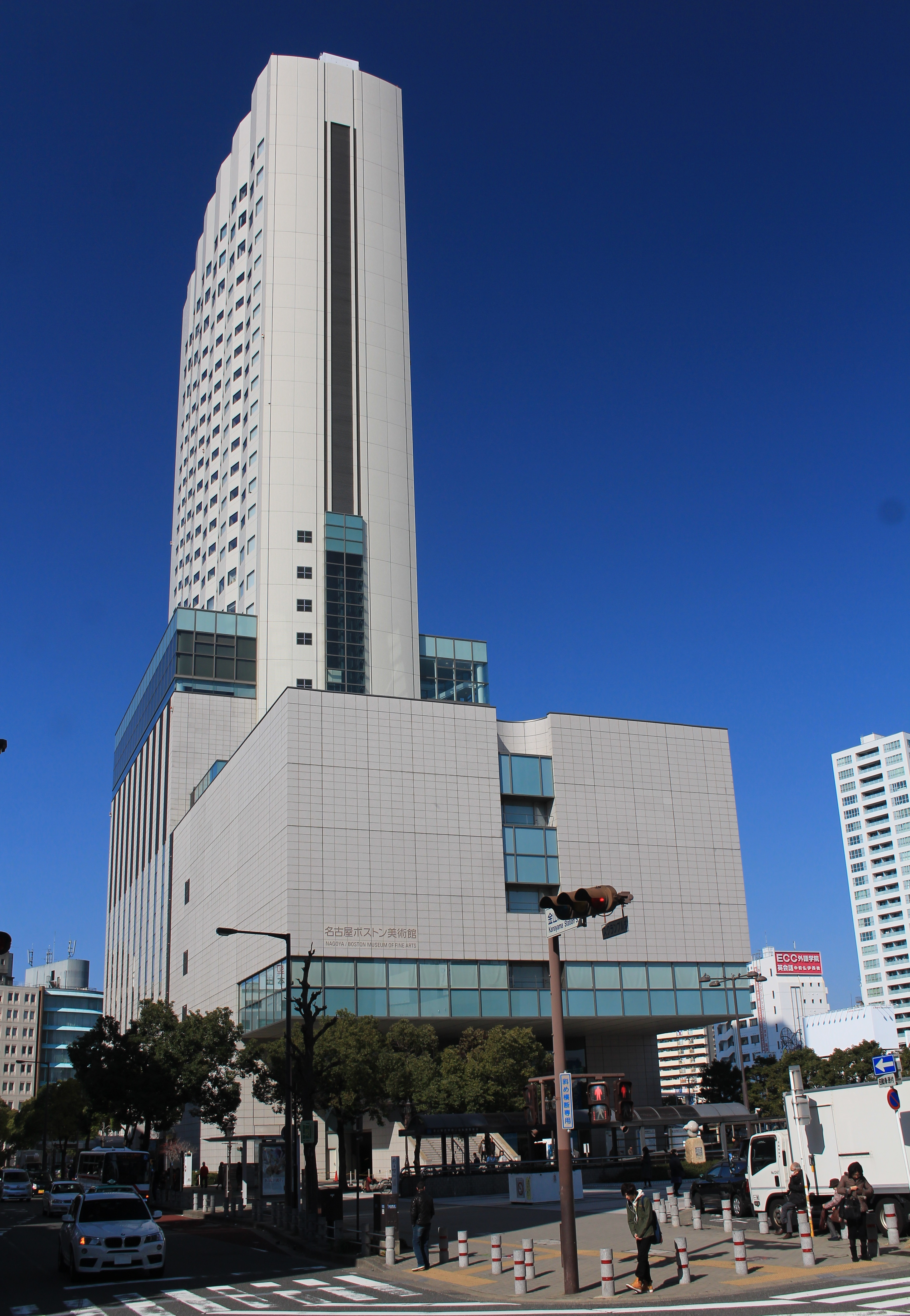
金山南ビル

1999年（平成11年）に金山総合駅南口に竣工した金山南ビルは、高さ134.5mの超高層ビル（地上31階・地下4階建）である。名古屋都市センターは11階から14階を占めており、ほかには名古屋ボストン美術館（3階から5階）やANAクラウンプラザホテルグランコート名古屋（地下1階から地上7階、16階から30階）などが入っている。
1998年12月1日には休館して金山南ビルへの移転準備期間に入り、1999年4月1日には12階にまちづくりライブラリーが移転して図書館業務を再開した。延床面積は660m2であり、うち開架部分は420m、閉架部分は160m2、バックヤードが80m2である。移転年の1999年には15,702人の利用者があり、前年の21.6倍と爆発的に増えている。1999年9月の調査によると、利用者の職種別内訳は会社員が35.7%、学生が25.1%などであり、移転前と比べて名古屋市職員の割合が低下している。名古屋都市センターの旧館は後に名古屋市緑都市整備事務所となった。
2004年からは年4回の頻度で所蔵資料を用いた「ライブラリー資料展」を行っており、昭和10年代の写真を展示した「堀川の橋」、昭和30年代の写真やビルの模型を紹介した「名古屋のまちのあゆみ」など、専門性の高い展示で所蔵資料を活用している。かねてからパスファインダーを作成して配布していたが、戦後70年の2015年には戦災復興に関するパスファインダーを追加作成した。

## 利用案内

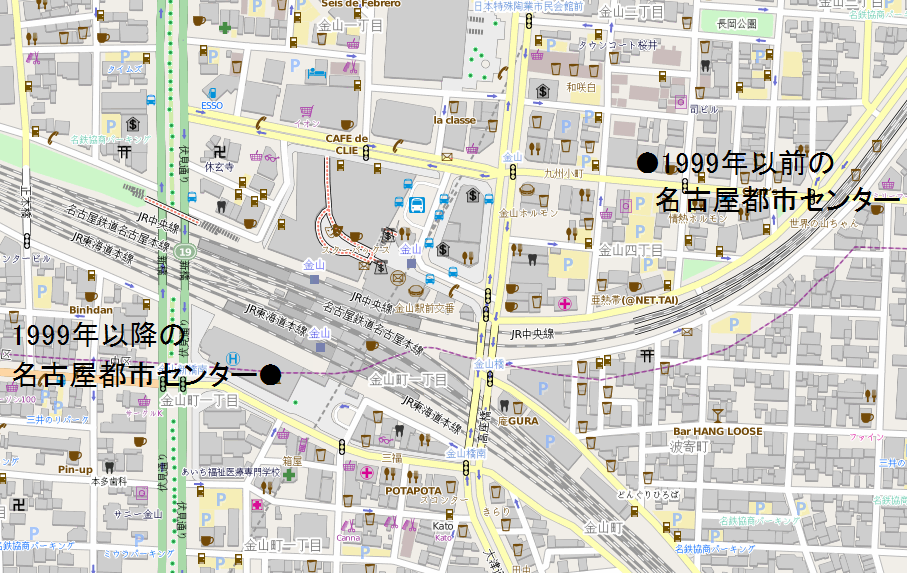
移転前と移転後の所在地

- 開館時間 : 火曜-木曜は10時-18時、金曜は10時-20時、土日祝日は10時-17時
- 休館日 : 月曜日、第4木曜日、年末年始、特別整理期間
- 貸出冊数 : 3冊まで
- 貸出期間 : 22日間

貸出カードを作成する際には、身分証の提示とカード作成実費300円が必要である。館内にはセルフコピー機が設置されている。金山南ビル12階には休館日や閉館時に利用できる返却ポストがあり、6時から22時の間に返却ポストを使用できる。郵送による返却も可能である。

## 蔵書
戦前から戦後にかけてのまちづくり関連資料の収集には重点を置いている。1920年から1933年まで愛知県庁都市計画課に勤務した都市計画技師石川栄耀の著作を収集しており、1925年から1930年まで刊行された雑誌『都市創作』の復刻版全6巻を刊行した。田淵寿郎などが手掛けた戦災復興土地区画整理事業に関する資料では、『名古屋戦災復興誌』から、「換地図」「墓地移転」「平和堂」などのリーフレットまで幅広く所蔵している。2015年12月には名古屋都市センター市民研究員研究報告書を基にした『秘められた名古屋』が地元の出版社から刊行された。

### 蔵書構成

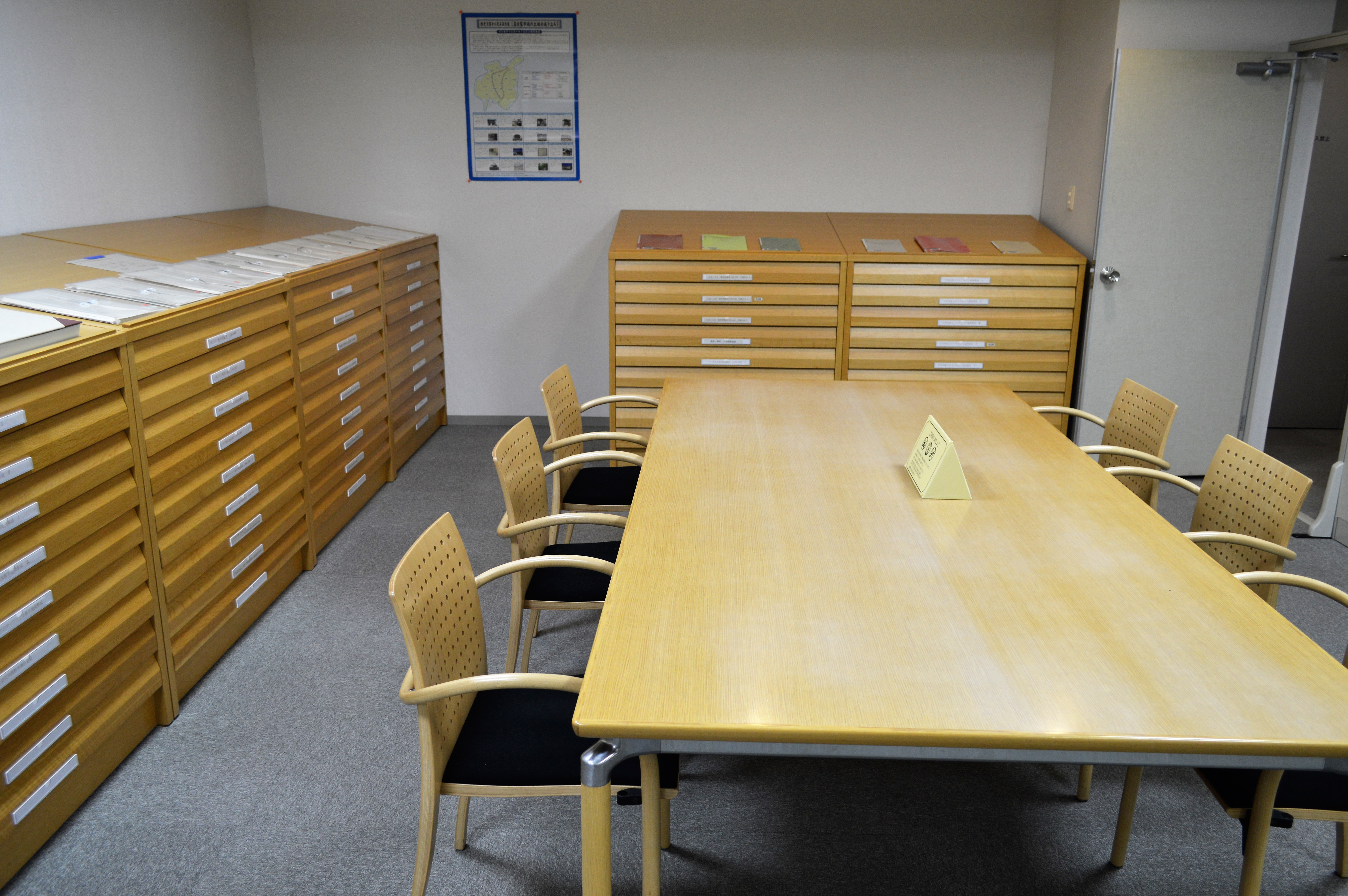
都市図などを収蔵する部屋

まちづくりライブラリーの蔵書構成と資料の種類は以下のとおりである。書名だけでなく目次レベルで検索ができる検索システムを構築している。
1. 全国の戦災復興事業に関する資料
2. 名古屋市の戦災復興土地区画整理事業に関する資料
3. 名古屋市内における各組合の区画整理事業誌、換地図
4. 国、政令指定都市、各都道府県の総合計画、都市計画マスタープラン、都市計画概要
5. 名古屋市各局の行政資料
6. 調査研究機関等の報告書
7. 学会、大学、経済団体、まちづくり団体等の資料
8. 専門分野及び周辺分野の図書
9. 海外のまちづくり関連図書
10. 雑誌『都市創作』と『都市公論』の復刻版、土木・建築・公園・警官の分野における雑誌及び調査研究機関等の機関誌、ニュースレター
11. 名古屋の都市計画関連図及び他都市の都市計画図
12. 明治・大正・昭和初期の名古屋のまちや街並みの写真集
13. こどもたちのためのまちづくりの絵本
14. まちづくり関連の映像資料

### 分類法

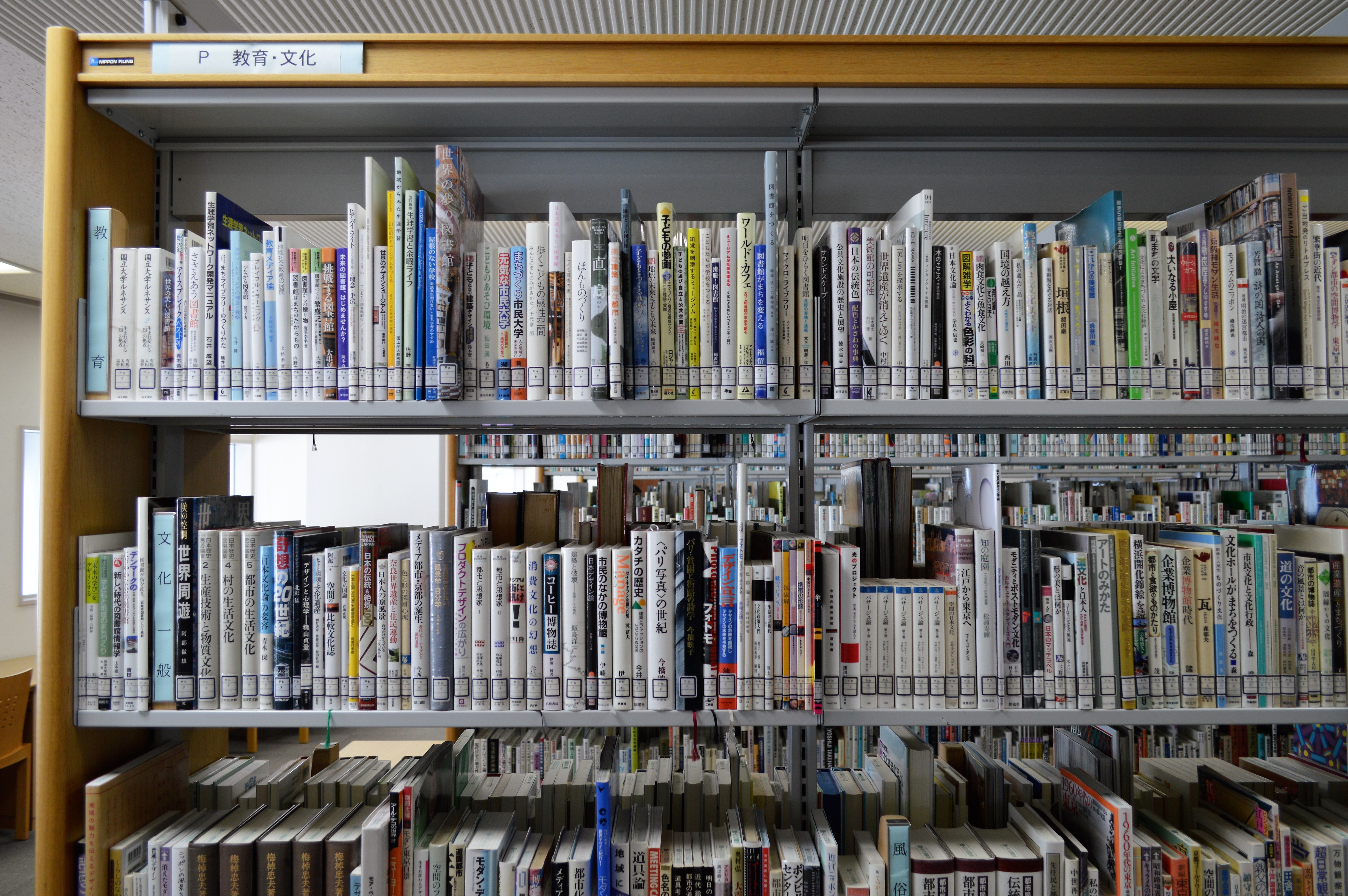
「P 教育・文化」の書架

まちづくりライブラリーでは日本十進分類法(NDC)を使うとともに、独自の分類方法を採用している。アルファベットの大文字を大分類に、アルファベットの小文字を小分類としている。NDC分類が518.8、著者名が山田ウィキ太郎、独自分類がBa（都市論）の図書の請求記号は「518.8 ヤ Ba」となる。Sの分類は分野を問わず名古屋圏の出版物を収集しており、名古屋市史、郷土史、名古屋本などが含まれる。
| - A 総記 - B 都市 - C 都市計画 - D 都市開発 - E 土地 - F 土木・緑化 - G 水 | - H 交通 - I 建築 - J 住宅 - K 環境 - L 景観 - M 防災 - N 地理・歴史 | - O 経済・経営 - P 教育・文化 - Q 社会 - R 政治・行政 - S 名古屋圏 - T 都市評論 - U 統計 |

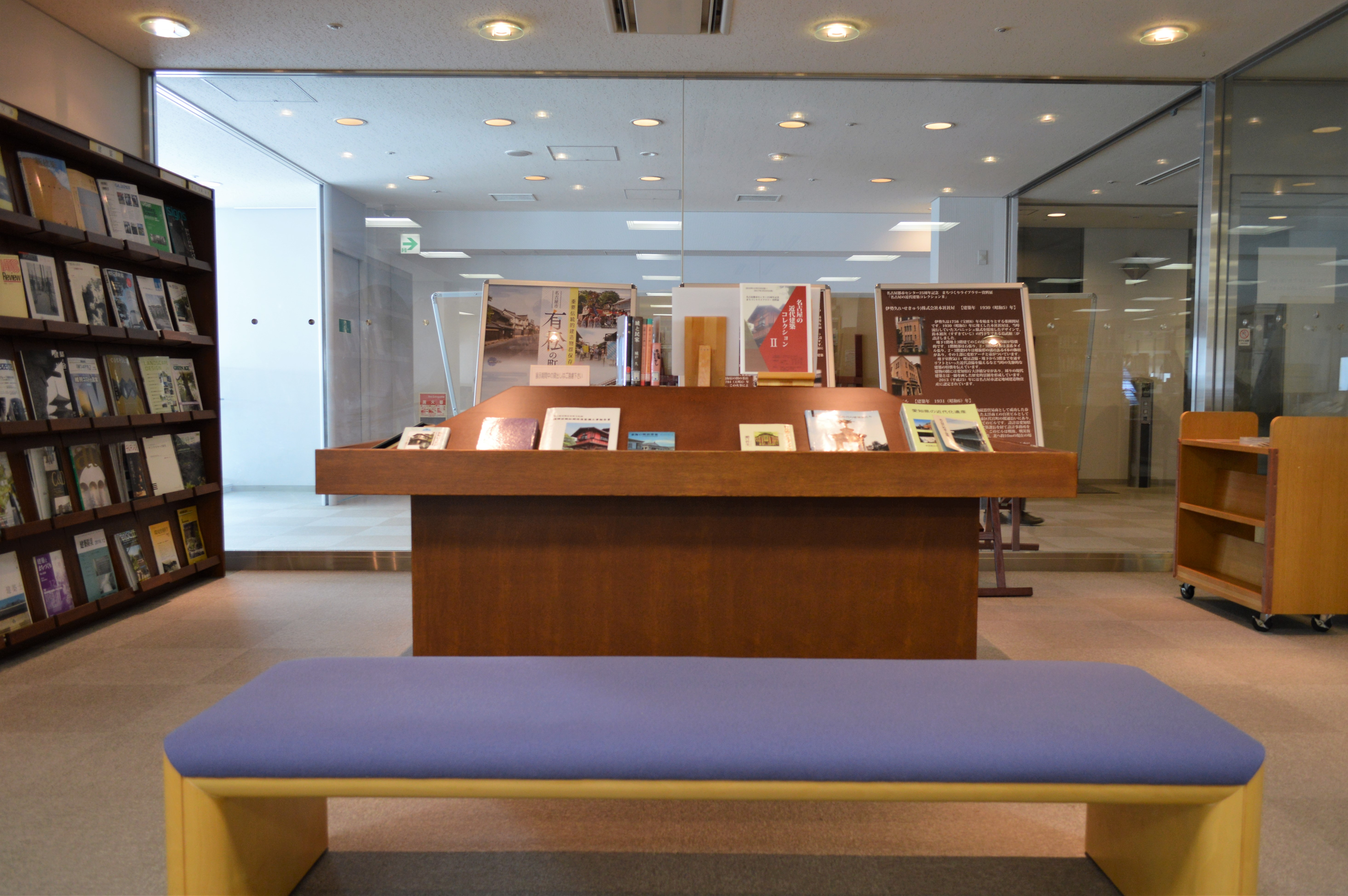
特集展示
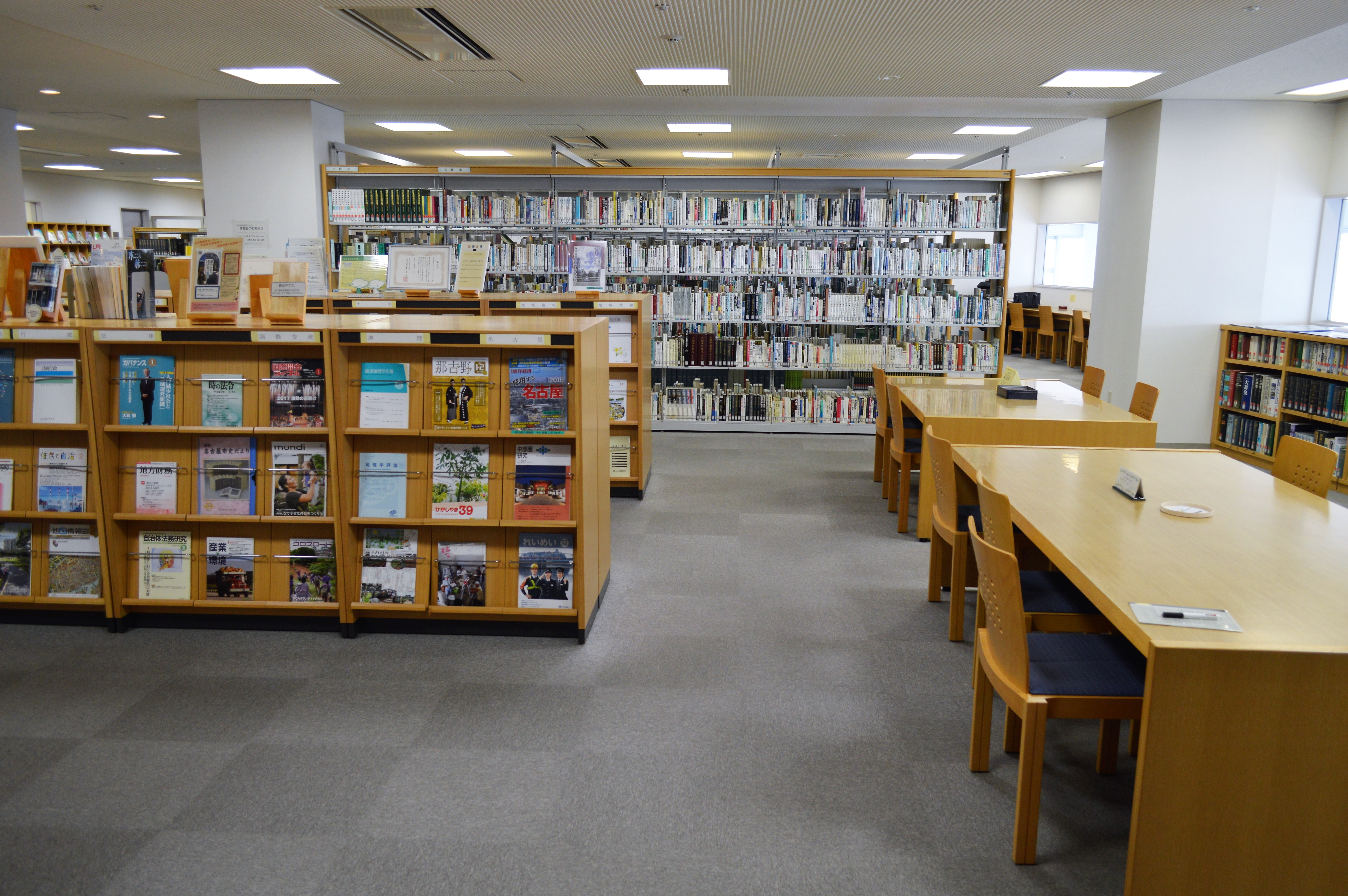
雑誌の書架と閲覧席
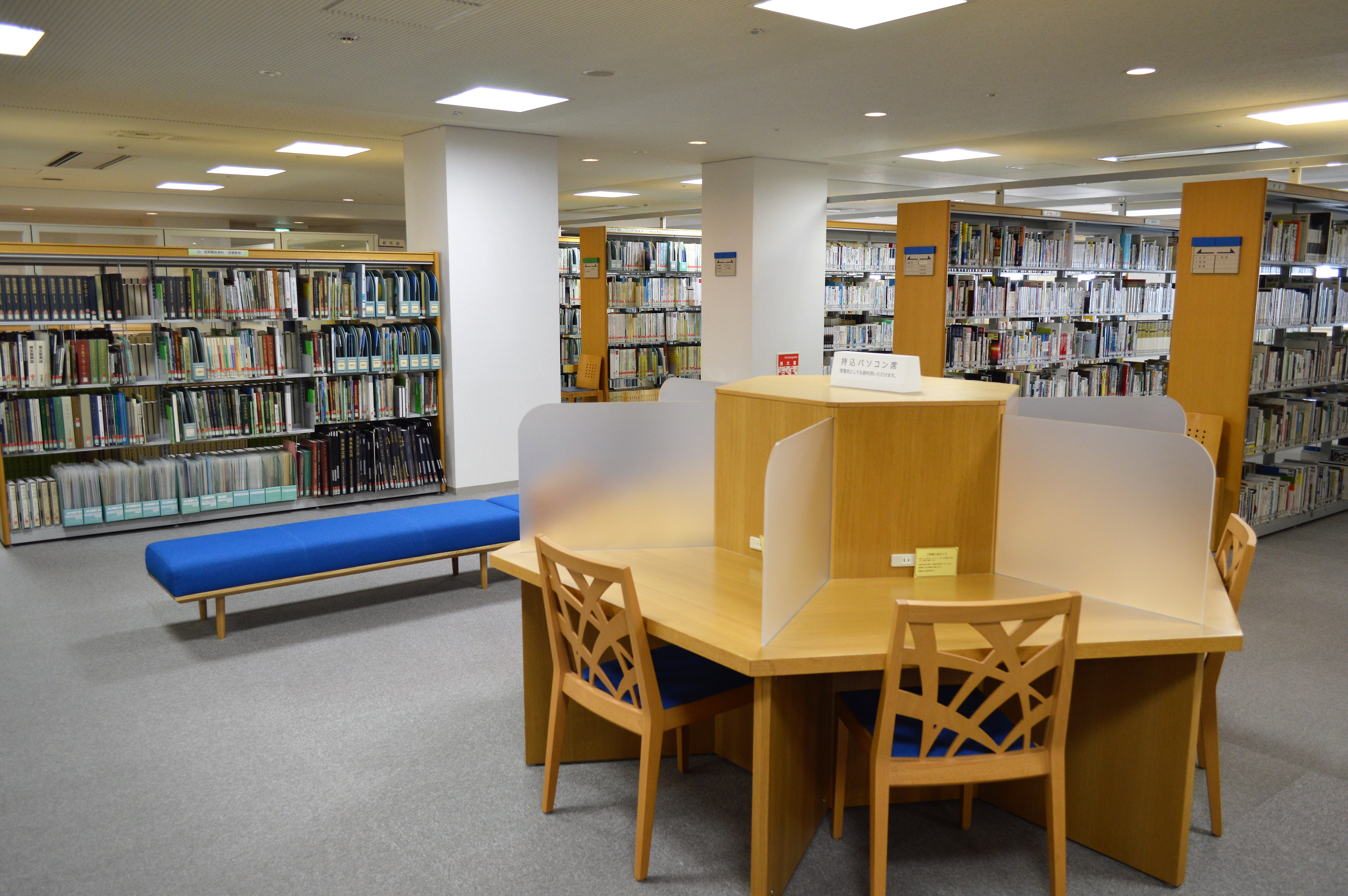
PC利用席